# Йоганн Раттенгубер
Йоганн «Ганс» Раттенхубер (нім. Johann „Hans“ Rattenhuber; 30 квітня 1897, Обергахінг — 30 червня 1957, Мюнхен) — німецький офіцер, группенфюрер СС і генерал-лейтенант поліції, начальник особистої охорони Адольфа Гітлера і шеф Імперської служби безпеки.

## Біографія
Отримав середню освіту. У 1916 році вступив в 16-й баварський піхотний полк, брав участь у Першій світовій війні, з 1920 по 1933 рік працював в органах поліції Баварії.
У 1918 році познайомився з Генріхом Гіммлером в школі унтер-офіцерів. З 1919 року — член Добровольчого корпусу Денца. Під час ув'язнення Гітлера в фортеці Ландсберг (1924) служив в тюремній охороні.
З 1929 року — голова Союзу поліцейських чиновників. 1 березня 1933 року вступив в НСДАП (квиток № 3212449). З березня 1933 року — один з ад'ютантів Гіммлера, одночасно співробітник поліції безпеки (зіпо).
Член СС з 1933 року (посвідчення №52 877). За рекомендацією Гіммлера з 1933 року і до дня арешту був начальником особистої охорони Гітлера. 2 травня 1945 року взятий в полон радянськими військами.
У полоні дав власноручні свідчення про свою службу на посаді начальника особистої охорони. Ухвалою військового трибуналу Московського військового округу від 15 лютого 1952 року засуджений до 25 років позбавлення волі. На підставі Указу Президії Верховної Ради СРСР від 28 вересня 1955 року достроково звільнений з місць позбавлення волі, і 10 жовтня того ж року переданий владі НДР.

## Звання
- Фанен-юнкер (1916)
- Лейтенант (жовтень 1918)
- Обер-лейтенант земельної поліції (1 серпня 1925)
- Гауптман земельної поліції (1 червня 1933)
- Штурмбаннфюрер СС і майор поліції (20 квітня 1934)
- Оберштурмбаннфюрер СС (4 липня 1934)
- Штандартенфюрер СС (15 вересня 1935)
- Оберфюрер СС і оберст поліції (20 квітня 1942)
- Бригадефюрер СС і генерал-майор поліції (30 січня 1944)
- Группенфюрер СС і генерал-лейтенант поліції (24 лютого 1945)

## Нагороди
- Залізний хрест 2-го і 1-го класу
- Військовий хрест «За заслуги» (Баварія) 2-го класу з мечами
- Почесний хрест ветерана війни з мечами
- Пам'ятна військова медаль (Угорщина) з мечами
- Золотий партійний знак НСДАП
- Німецький Олімпійський знак 1-го класу
- Кільце «Мертва голова»
- Почесна шпага рейхсфюрера СС
- Спортивний знак СА в золоті
- Німецька імперська відзнака за фізичну підготовку в золоті (12 квітня 1938)
- Медаль «У пам'ять 13 березня 1938 року»
- Медаль «У пам'ять 1 жовтня 1938» із застібкою «Празький град»
- Медаль «За вислугу років у НСДАП» в бронзі (10 років)
- Медаль «За вислугу років у СС» 4-го і 3-го ступеня (8 років)
- Медаль «За вислугу років у поліції» 3-го, 2-го і 1-го ступеня (25 років)
- Орден Хреста Свободи 2-го класу з мечами (Фінляндія) (11 червня 1942)